# Musakhan
Musakhan (arab. ‏مسخّن‎) – palestyńska potrawa składająca się z pieczonego kurczaka serwowanego z przyprawami na chlebie taboon.

## Przygotowanie
Musakhan przygotowuje się podgrzewając płaski chleb taboon, smarując go oliwą. Na chleb nakłada się farsz z kawałkami cebuli i mięsa kurczaka smażonymi na oliwie. Składnikiem farszu jest też sumak. Farsz posypuje się orzeszkami piniowymi lub migdałami. Danie podawane jest często przy okazji świąt rodzinnych. Przygotowuje się je zarówno w domu jak i w restauracjach. Potrawa występuje też w formie zwijanych kawałków małych chlebów, podobnie jak naleśniki. Porcje przygotowywane są na różnych wielkości chlebach. Ważne by był on miękki i się nie kruszył. Kurczak powinien być dobrze upieczony, by mięso łatwo odchodziło od kości. Istotnym składnikiem farszu jest sumak, powinien być dobrej jakości. Przyprawa decyduje o aromatycznym smaku i zapachu. Palestyńczycy podają musakhan z jogurtem, posiekanymi zielonymi oliwkami i sałatką.

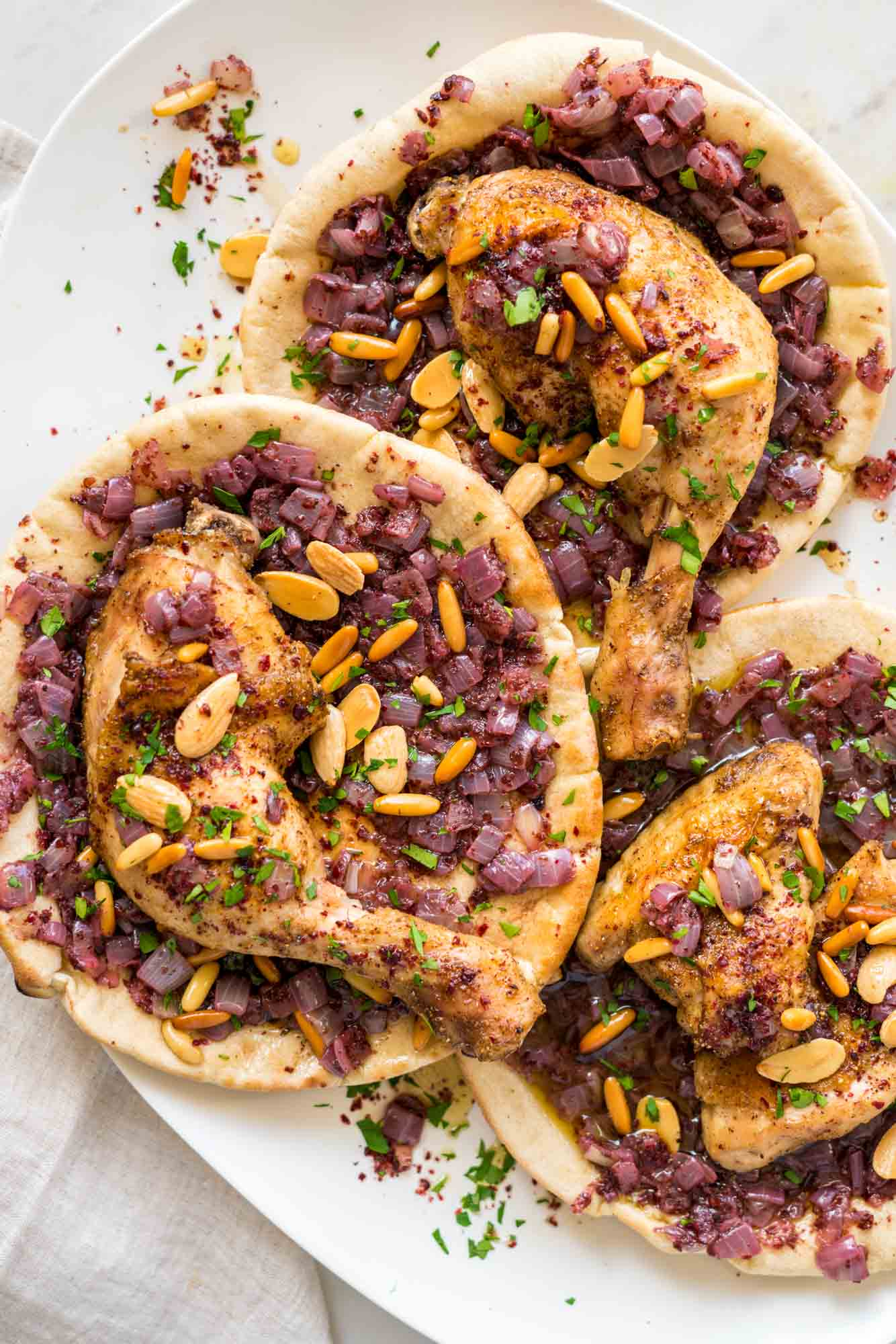
Musakhan
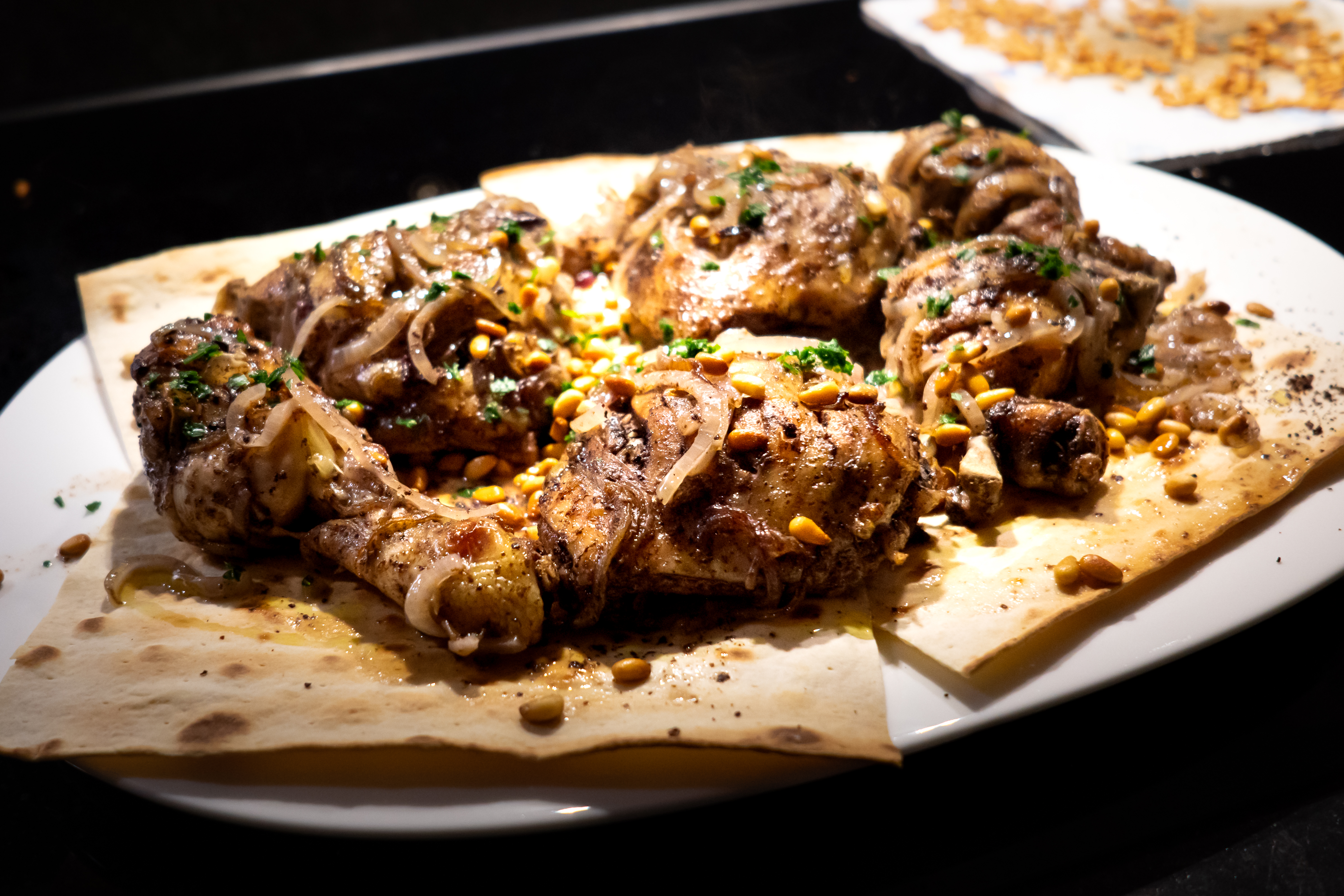
Musakhan
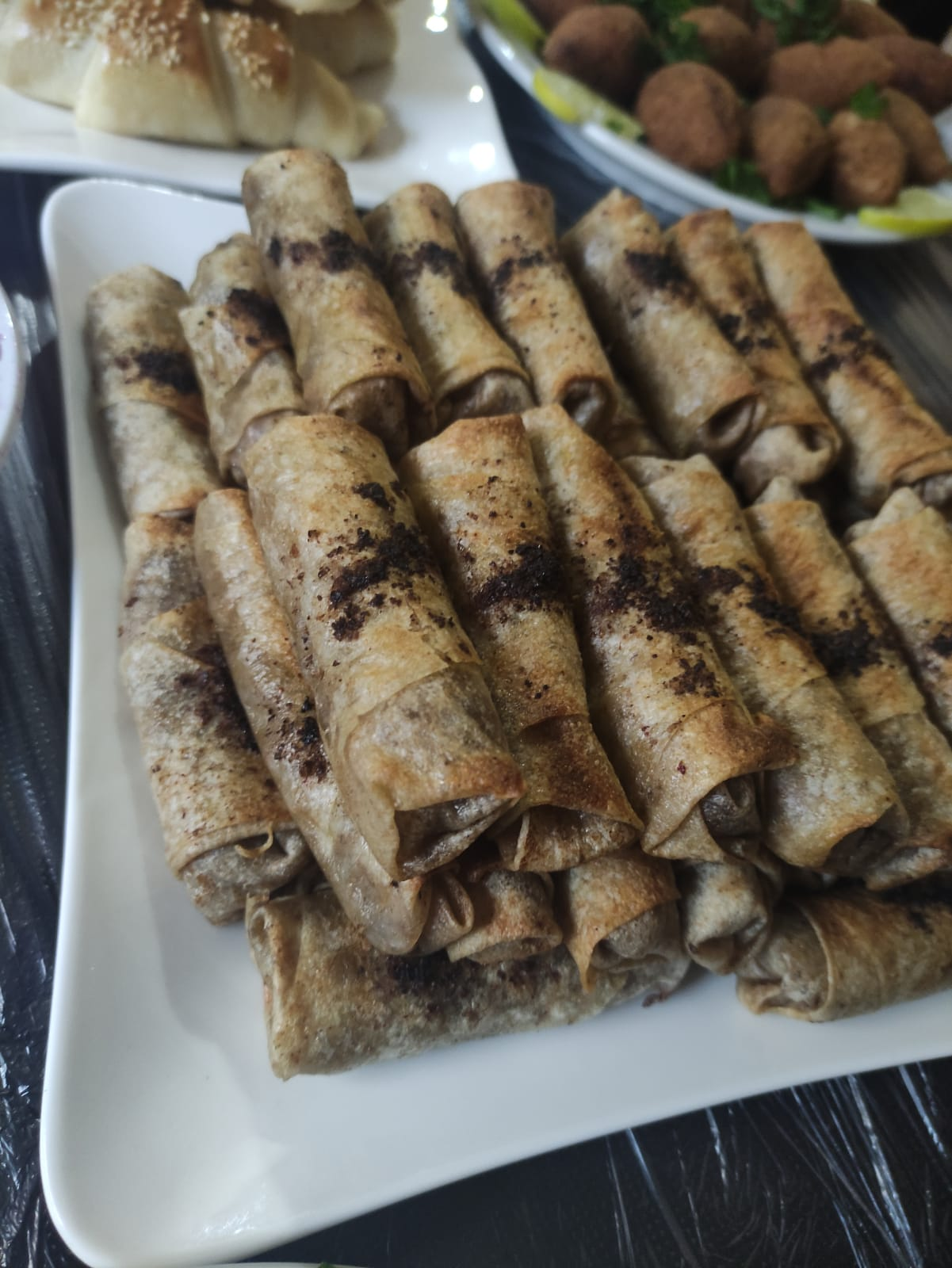
Musakhan (zawijańce)
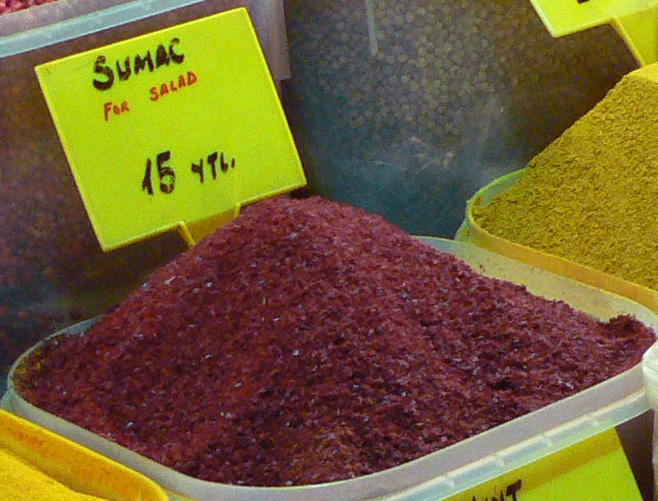
Sumak (przyprawa)